# Dan Graham

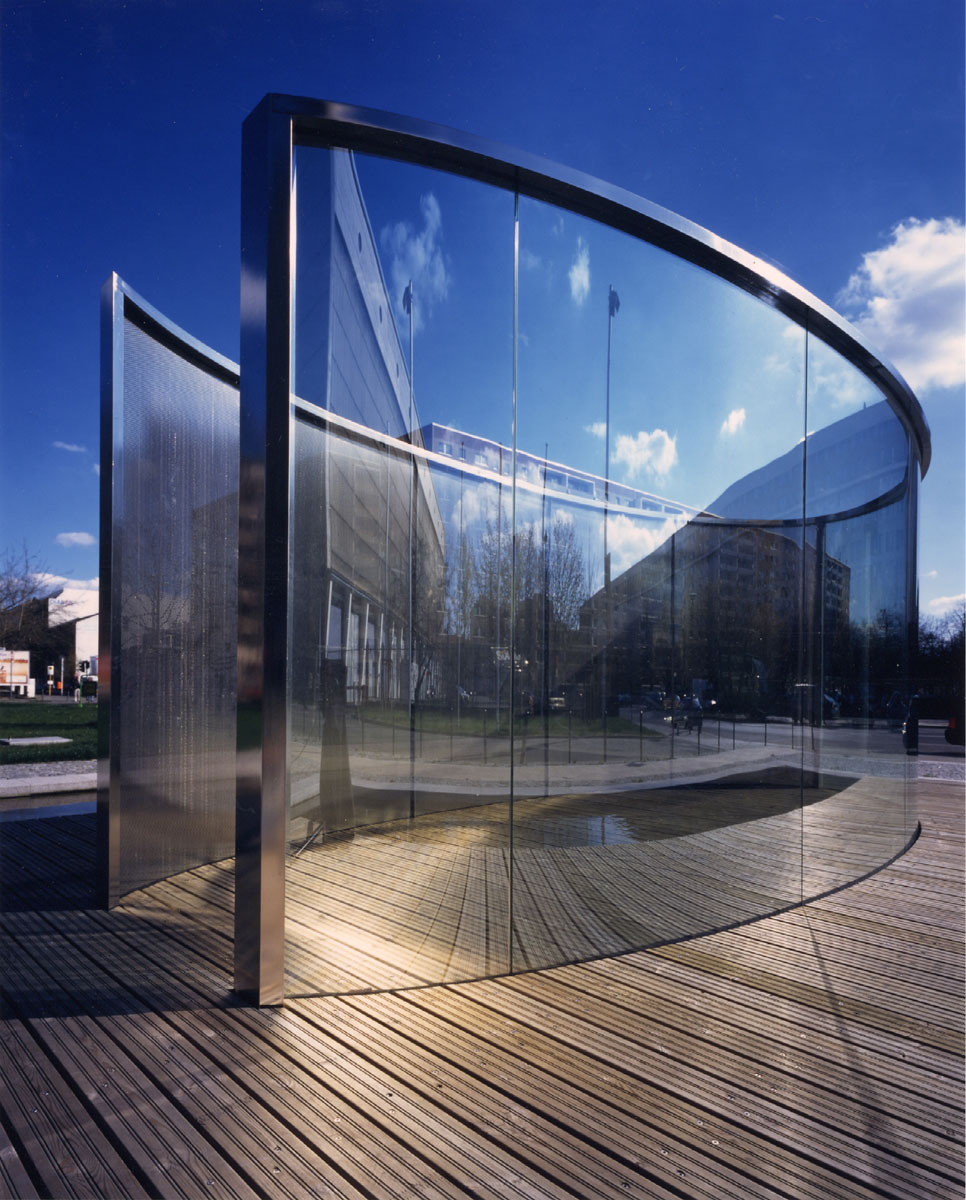
Dan Graham

Dan Graham (Urbana, Illinois, 1942. március 31. – New York, 2022. február 19.) amerikai koncepcionális művész.

## Munkássága
New Yorkban élt amerikai művész. (Később a videóművészetnek nagyon fontos figurájává vált). Álépítészeti projekteket csinál, a tér érzékelésével kapcsolatos dolgokat. Ezzel kezdte működését a '70-es évek elején performanszaiban.
Arra törekedett, hogy egyszerre egy személyben legyen a néző passzív és aktív résztvevője. Ehhez kezdett el használni tükröket és videó-berendezéseket; hogy a résztvevők folyamatosan láthassák önmagukat (önvizsgálat), hogy szembesüljenek önmagukkal. Nem sokkolja a nézőket, hanem tiszteli a személyiséget.
- Két öntudat kivetítése: (1973) Két felkért szereplő, a közönség előtt, miközben a másik arcát nézte, elmondta a másik arcával kapcsolatos gondolatait. Egy férfi egy videókamerán keresztül tanulmányozza egy nő arcát és tapasztalatairól beszámol a közönségnek.

Később az tér és idő, a múlt, jelen és jövő összekapcsolásával foglalkozott videók és tükrök kombinációival. Tehát egyszerre láthatta a befogadó azt, amit éppen csinált a tükörben (tükör a jelennek a metaforája); a videón pedig láthatta, hogy mi az, amit 8 másodperccel előtte csinált. Furcsa játéka, elcsúsztatása jelent meg az időnek. Megélhette a jelen, jövő és múlt képlékenységét.
- A kiállítóteremben mozgó embereket felveszi egy videókamera, majd egy kis csúsztatással megjelennek a tv képernyőjén, ahol az emberek szembesülhetnek a pár perccel ezelőtti önmagukkal.